# 城田優のオールナイトニッポン
『城田優のオールナイトニッポン』（しろたゆうのオールナイトニッポン）は、2009年1月5日よりニッポン放送の深夜番組オールナイトニッポンで放送されたラジオ番組。

## 概要
2008年10月25日放送の「城田優のオールナイトニッポンR」の好評を経てレギュラー化に至った。
番組中に深夜2時になると「2時です!」とコールしており（「ナインティナインのオールナイトニッポン」などでも同様にコールしている）、第25回の放送からはコールした後に誰かに伝えたいことを読むコーナーが誕生した。
2010年12月6日の放送にて12月27日をもって番組を終了することが発表された。

## スタジオ以外からの放送
- 第11回 2009年3月23日 - 沖縄県石垣島のホテルのレストランより放送 ※写真集撮影のため
- 第34回 2009年8月31日 - 東京ドームシティシアターGロッソより公開録音 ※後述

## コーナー
全コーナーが毎回行われることは少なく、ほぼ毎回行っているのは「エロ妄想」、「2時です伝言板」、「弾き語り」のみである。

### 末期のコーナー
エロ妄想
リスナーの妄想を募集するコーナー。リスナーが好きな芸能人との妄想を城田が読み上げる。基本的に2時以降に行われ、コーナーが始まる前には城田が赤ちゃんの物真似をしたジングルが流れる。
女性リスナーが多いため、基本的に男性芸能人が妄想の対象となるメールが多いのだが、過去に一度だけ男性からメールが送れたことがある。ちなみに対象は歌手のYUIだった。
2009年9月14日に番組で新コーナーを募集した際、エロ妄想が連続ドラマ化することが決定。リスナーが送ったエロ妄想の続きを他のリスナーが送り、話を続けていく。内容は公式サイトにて確認することが出来るようになった。
ニッポン色んな業界用語
さまざまな業界用語や専門用語を募集し紹介するコーナー。また「我が家でしか通用しない業界用語」と題して、テレビのリモコンの事はチャンネルと言うなど、我が家でしか通用しないであろう用語を募集することがある。2009年6月以降あまり行われていない。
2時です伝言板
城田が2時の時報と共にリスナーが誰かに伝えたことを読むコーナー。時報の時に城田が「2時です!」と毎回発言していたため誕生した。読まれるメールはリスナーのプライベートの内容や宣伝など様々。
深夜の人生相談
リスナーの悩みに答えるコーナー。元々、ROOKIES週間の時に「ルーキーズお悩み相談室」として期間限定で行われていたコーナーだったが、好評だったため名称を改め復活した。
HOME
家族との微笑ましいエピソードを募集するコーナー。コーナー名の通り家族とのネタを募集するコーナーだが対象が友人など範囲は広くなっている。ネタが読まれる際には木山裕策の『home』が流れる。
ききまつがい
音楽を聴いた時に聞き間違いたフレーズを紹介するコーナー。『タモリ倶楽部』の「空耳アワー」に酷似しているが基本的に邦楽が取り扱われることが多い。
弾き語り
城田がギターで弾き語りをするコーナー。基本的にフルコーラス歌うのだが、ゲストが登場した回やコーナーなどが押して時間がないときなどは短縮される。またゲストが歌手などだった場合はセッションを行うことがある。
2009年2月2日は、自身で作詞・作曲を行った曲「夏の終わり」を披露した。同年4月27日もオリジナル曲「1K」を披露。この曲は4月に新生活が始まり、1Kの部屋に住むリスナーが多い事がきっかけに制作された。披露時はプロトタイプ。2009年10月12日よりカラオケで歌うこともある。
| 弾き語りされた楽曲 | 弾き語りされた楽曲 | 弾き語りされた楽曲                  | 弾き語りされた楽曲   |      |
| 2009年             | 2009年             | 2009年                              | 2009年               |      |
| 放送回数           | 放送日             | 曲                                  | アーティスト         |      |
| ------------------ | ------------------ | ----------------------------------- | -------------------- | ---- |
| 1                  | 1月5日             | いつか                              | ゆず                 |      |
| 2                  | 1月12日            | YELL〜エール〜                      | コブクロ             |      |
| 3                  | 1月19日            | OH MY LITTLE GIRL                   | 尾崎豊               |      |
| 4                  | 1月26日            | The Call                            | Backstreet Boys      |      |
| 5                  | 2月2日             | 夏の終わり                          | 城田優               |      |
| 6                  | 2月9日             | 風                                  | コブクロ             |      |
| 7                  | 2月16日            | TSUNAMI                             | サザンオールスターズ |      |
| 8                  | 3月2日             | さくら                              | 森山直太朗           |      |
| 9                  | 3月9日             | 空も飛べるはず                      | スピッツ             |      |
| 10                 | 3月16日            | 手紙 〜拝啓 十五の君へ〜            | アンジェラ・アキ     |      |
| 11                 | 3月23日            | 島唄                                | THE BOOM             |      |
| 12                 | 3月30日            | 桜                                  | コブクロ             |      |
| 13                 | 4月6日             | 白い雲のように                      | 猿岩石               |      |
| 14                 | 4月13日            | Story                               | AI                   |      |
| 15                 | 4月20日            | CROSS ROAD                          | Mr.Children          |      |
| 16                 | 4月27日            | 1K                                  | 城田優               |      |
| 17                 | 5月4日             | それだけ                            | 城田優               |      |
| 18                 | 5月11日            | あの紙ヒコーキ くもり空わって       | 19                   |      |
| 19                 | 5月18日            | 運命のヒト                          | EXILE                |      |
| 20                 | 5月25日            | First Love                          | 宇多田ヒカル         |      |
| 21                 | 6月1日             | 遥か                                | GReeeeN              |      |
| 22                 | 6月8日             | Squall                              | 福山雅治             |      |
| 23                 | 6月15日            | LIFE                                | キマグレン           |      |
| 24                 | 6月22日            | 明日への扉                          | I WiSH               |      |
| 25                 | 6月29日            | People Of The World                 | マイケル・ジャクソン |      |
| 26                 | 7月6日             | あなたのキスを数えましょう          | 小柳ゆき             |      |
| 27                 | 7月13日            | 未来へ                              | kiroro               |      |
| 28                 | 7月20日            | はじめてのチュウ                    | 実川俊晴             |      |
| 29                 | 7月27日            | 夏祭り                              | JITTERIN'JINN        |      |
| 30                 | 8月3日             | 見上げてごらん夜の星を              | 坂本九               |      |
| 31                 | 8月10日            | さよなら大好きな人                  | 花*花                |      |
| 32                 | 8月17日            | 少年時代                            | 井上陽水             |      |
| 33                 | 8月24日            | 真夏の果実                          | サザンオールスターズ |      |
| 34                 | 8月31日            | 手紙 〜拝啓 十五の君へ〜            | アンジェラ・アキ     |      |
| 34                 | 8月31日            | 遥か                                | GReeeeN              |      |
| 35                 | 9月7日             | かけがえのない詩                    | mihimaru GT          |      |
| 36                 | 9月14日            | song for you                        | EXILE                |      |
| 37                 | 9月28日            | シングルベッド                      | シャ乱Q              |      |
| 38                 | 10月12日           | 愛すべき未来へ                      | EXILE                |      |
| 39                 | 10月19日           | 愛のかたまり                        | KinKi Kids           |      |
| 40                 | 10月26日           | 風                                  | コブクロ             |      |
| 42                 | 11月9日            | 僕は君に恋をする                    | 平井堅               |      |
| 43                 | 11月16日           | 指輪                                | navy&ivory           |      |
| 44                 | 11月23日           | 君と僕                              | リュ・シウォン       |      |
| 45                 | 12月7日            | JAM                                 | THE YELLOW MONKEY    |      |
| 46                 | 12月14日           | ラストゲーム                        | D-BOYS               |      |
| 47                 | 12月21日           | 雪の降らない街                      | コブクロ             |      |
| 48                 | 12月28日           | イマジン                            | ジョン・レノン       |      |
| 2010年             |                    |                                     |                      |      |
| 49                 | 1月4日             | 休止                                | 休止                 | 休止 |
| 50                 | 1月11日            | song for you                        | EXILE                |      |
| 51                 | 1月18日            | 願いの詩                            | コブクロ             |      |
| 52                 | 1月25日            | 抱きしめたい                        | mr.children          |      |
| 53                 | 2月1日             | eternal snow                        | Skoop On Somebody    |      |
| 54                 | 2月8日             | 手紙 〜拝啓 十五の君へ〜            | アンジェラ・アキ     |      |
| 55                 | 2月15日            | Your eyes only 〜曖昧なぼくの輪郭〜 | EXILE                |      |
| 56                 | 2月22日            | 蕾                                  | コブクロ             |      |
| 57                 | 3月1日             | さくら(独唱)                        | 森山直太朗           |      |
| 58                 | 3月8日             | 桜                                  | リュ・シウォン       |      |
| 59                 | 3月15日            | 桜                                  | コブクロ             |      |
| 60                 | 3月22日            | 旅立ちの日に                        |                      |      |
| 61                 | 3月29日            | 卒業                                | 城田優               |      |
| 62                 | 4月5日             | 卒業                                | 城田優               |      |
| 63                 | 4月12日            | a Boy〜ずっと忘れない〜             | GLAY                 |      |
| 64                 | 4月19日            | story                               | AI                   |      |
| 65                 | 5月3日             | 夢であるように                      | DEEN                 |      |
| 66                 | 5月10日            | 1/3の純情な感情                     | SIAM SHADE           |      |
| 67                 | 5月17日            | 輝く人                              | アンジェラ・アキ     |      |
| 67                 | 5月24日            | 白い雲のように                      | 猿岩石               |      |
| 68                 | 5月31日            | 世界に一つだけの花                  | SMAP                 |      |
| 69                 | 6月7日             | ふたつの唇                          | EXILE                |      |
| 70                 | 6月14日            | 虹になりたい                        | TUBE                 |      |
| 71                 | 6月21日            | innocent world                      | Mr.Children          |      |
| 72                 | 6月28日            | 僕がいる                            | 城田優               |      |
| 95                 | 12月27日           | 光(ヒカリ)                          | 城田優               |      |

### 終了したコーナー
オールナイトニッポンギネス
城田に挑戦してほしいギネス記録を募集するコーナー。
2009年1月27日放送の「片手に何個ゴルフボールをのせられるか」では本番中は17個（ギネス記録は21個）と失敗したものの、本番終了後、再度挑戦した結果、22個とギネス記録を上回る数を乗せることが出来たが、申請はしていない。
2009年4月6日放送「金時豆を何個箸で掴んで移動させられるか」では、ギネス記録は31個だったが、45個移動させることに成功した。しかしあっさり成功したため、こんな簡単な訳はないと申請は行わなかった。この回から既存のギネス記録を更新するのではなく、ラジオ関連の新しいギネス記録を作るというコーナーの方向転換を図ったが、4月6日以降は行うことはなく、同年6月22日終了。
頑張ってる男達を応援する!・イライラ
頑張っている男子を応援するコーナー・リスナーからイライラしたエピソードを募集するコーナー。
上記2つは番組開始当初からのコーナーであったが、ネタが集まらないためなのかこのコーナーが行われることはほとんど無いまま、2009年6月22日の放送をもって終了した。
携帯・予測変換作文
携帯の予測変換をつなぎ合わせた文章を募集するコーナー。毎回、テーマを決め、テーマに沿った文を募集する。2009年6月29日に開始されたが、番組史上最短の同年9月7日の放送をもって終了した。ちなみに最終回のテーマは「さよなら」。
MR みんなの略語の頭文字をとってMR。
JKなどの言葉をリスナーが出し、それをなんの略語か城田が当てるコーナー。2回で自然消滅した。

## ゲスト

### 2009年
- 第5回 2月2日 - 城田大（城田家の長男・一般人）
- 第7回 2月16日 - 五十嵐隼士（俳優）、佐藤健（俳優）
- 第11回 3月23日 - 岡山創（八重山古典音楽安室流保存会)
- 第14回 4月13日 - 五十嵐隼士、狩野英孝（お笑い芸人）
- 第15回 4月20日 - 市原隼人（俳優）、桐谷健太（俳優）
- 第16回 4月27日 - 高岡蒼甫（俳優）
- 第17回 5月4日 - 小出恵介（俳優）
- 第18回 5月11日 - 五十嵐隼士、川村陽介（俳優）
- 第19回 5月18日 - 中尾明慶、尾上寛之（俳優）
- 第20回 5月25日 - 佐藤健
- 第22回 6月8日 - 加藤ミリヤ（歌手）
- 第23回 6月15日 - キマグレン（歌手）
- 第30回 8月3日 - 城田純(城田家の次男)（alma）
- 第32回 8月17日 - RYO（ORANGE RANGE）
- 第33回 8月24日 - TKO（お笑い芸人）
- 第34回 8月31日 - たかのてるこ（テレビプロデューサー）
- 第37回 9月28日 - はんにゃ（お笑い芸人）
- 第39回 10月19日 - 岡田圭右、小島よしお、波田陽区（お笑い芸人）、三浦春馬（俳優）
- 第41回 11月2日 - 赤井沙希（モデル）
- 第46回 12月14日 - 加治将樹、鈴木裕樹、中村昌也（俳優）、はんにゃ[1]

### 2010年
- 第49回 1月4日 - 立道聡子（歌手）
- 第53回 2月1日 - 阿部真央（歌手）
- 第54回 2月8日 - 中塚武（作曲家）
- 第55回 2月15日 - 米倉涼子（女優）
- 第56回 2月22日 - 福田沙紀（女優）
- 第64回 4月19日 - アンジェラ・アキ（歌手）
- 第67回 5月17日 - 徳永えり（女優）
- 第69回 5月31日 - たかのてるこ
- 第70回 6月7日 - 賀来賢人・加治将樹（俳優)

### 備考
- 第30回に登場した城田純は城田優の実兄。
- 第15回から第20回まではROOKIES週間スペシャルと題し、城田優が出演する映画「ROOKIES -卒業-」のタイアップとして城田と共演する『ニコガク野球部』のメンバーが6週連続で毎週登場した。また、6月1日には「総集編」としてメンバーが出演した6週分の名場面の音源をまとめて放送した。
- 第46回にはブラックマヨネーズが出演予定だったがスケジュールの都合により欠席。代理としてはんにゃが出演した。

## エンディングテーマ
- コニー・タルボット「イマジン」（初回 - ）

## 歴史

### 2009年
- 3月23日放送では写真集の撮影のため「沖縄・石垣島ナイトSP」と題し、沖縄県石垣島にある某ホテルのレストランから生放送。場所がレストランだったため、レストランに居た一般客が放送終了まで参加した。また、ニッポン放送スタジオ以外・公開放送を行ったのはこの回が初だった。なお、この回では沖縄県に関するエピソードを募集したり、沖縄県のお土産をリスナーにプレゼント、ゲストに登場した八重山古典音楽安室流保存会の人とはTHE BOOMの「島唄」を共に披露。
- 4月20日から5月25日までのROOKIESスペシャルでは「ルーキーズお悩み相談室」と題し、リスナーの悩みに城田とゲストが答えるコーナーが作られた。週間中の5月18日放送ではルーキーズメンバーである中尾明慶と尾上寛之がゲストだったほか市原隼人、五十嵐隼士、川村陽介がこの番組を聴取しており、CM中には電話が、番組中にはメールが度々送られた。また、市原隼人がゲストの回では毎日放送「情熱大陸」が取材に訪れ、5月31日放送分に当番組が登場した。
- 6月8日はゲストに加藤ミリヤが登場した。その際、加藤が2時の時報を言いたいと要望したため、加藤と城田で2時の時報を生放送中に録音し翌週の2時に流した。エンディング時には当回からディレクターに新任した伊藤が当番組のエンディングテーマに流れているコニー・タルボットの直筆サインをファンである城田にプレゼントした。翌週にはコニーが番組にコメント出演した。
- 8月31日放送分では8月28日に東京ドームシティシアターGロッソで行われた公開録音が放送された。会場には約700人が集まり、エロ妄想のコーナーでは投稿したリスナーが参加した。
- 10月5日は城田がインフルエンザのため欠席。ドランクドラゴンが代役を務めた。緊急だったため台本無しで番組が進行された。
- 10月19日は三浦春馬を招いて特別企画を予定していたが前日に加藤和彦の急死を受けて変更された[2]。また、スポンサー読みは当初『オールナイトニッポンGOLD オフコースオールリクエスト』のナビゲーターを務める予定だった増山さやかアナウンサーが担当した。
- 12月21日放送では城田も直前まで参加していた「交渉人〜THE NEGOTIATOR〜」打ち上げが行われており、共演した米倉涼子やドランクドラゴン塚地武雅が電話出演した。

### 2010年
- 1月4日放送分ではスケジュールの都合で初の録音で放送された。
- 2月8日はスペインで仕事があるため録音放送で放送。生唄リクエストとして過去に弾き語りのコーナーで披露した曲をリクエスト方式で放送した。
- 6月14日放送分はサッカーW杯日本対カメルーン戦中継のためKBS京都、北陸放送、ラジオ沖縄を除き25:10から、ニッポン放送は25:30から放送した。
- 12月6日放送分で年内に番組が放送終了することが発表された。放送終了日は12月27日。

## 代理番組

### 2009年
- 2月23日 - オールナイトニッポン Music Saves The Earth 09 スペシャル
- 9月21日 - 椿姫彩菜のオールナイトニッポン 君に届けスペシャル
- 10月5日 - ドランクドラゴンがお送りする、城田優のオールナイトニッポン
- 11月30日 - ベッキー♪#のオールナイトニッポン

### 2010年
- 4月26日 - AAAのオールナイトニッポン mu-moスペシャル
- 9月20日 - 愛内里菜のオールナイトニッポン
- 10月18日 - 藤原竜也のオールナイトニッポン 『インシテミル』スペシャル
- 11月22日 - Hilcrhymeのオールナイトニッポン
- 12月13日 - スフィアのオールナイトニッポン

## スタッフ
ディレクター
- 森岡大祐（初回 - 2009年6月1日）
- 伊藤（2009年6月8日 - 2010年6月21日）
- 鈴木賢一（2010年6月28日 - ）

放送作家
- 正岡謙一郎